# Mihr Hormozd
 (mai 2020).
Mihr Hormozd (persan: مهرهرمزد) était un noble iranien de la maison des Souren. Il était le fils de Mardanshah, le padhuspan de Nemroz, qui a ensuite été exécuté par les ordres du roi sassanide Khosro II. En 628, Khosro a été renversé par son fils Kavadh II et a été emmené en prison, où il a été rapidement exécuté par Mihr Hormozd qui a cherché à venger la mort de son père. Cependant, après l'exécution, Kavadh a fait tuer Mihr Hormizd.

## Sources
- Parvaneh Pourshariati, Decline and Fall of the Sasanian Empire: The Sasanian-Parthian Confederacy and the Arab Conquest of Iran, London and New York, I.B. Tauris, 2008 (ISBN 978-1-84511-645-3, lire en ligne)
- Abu Ja'far Muhammad ibn Jarir Al-Tabari (Trans. David Waines), The History of Al-Tabari: The Sasanids, the Lakhmids, and Yemen, Albany, NY, State University of New York Press, 1999 (ISBN 0-7914-0764-0, lire en ligne)